# Mariä-Geburt-Kirche (Nyschnij Werbisch)

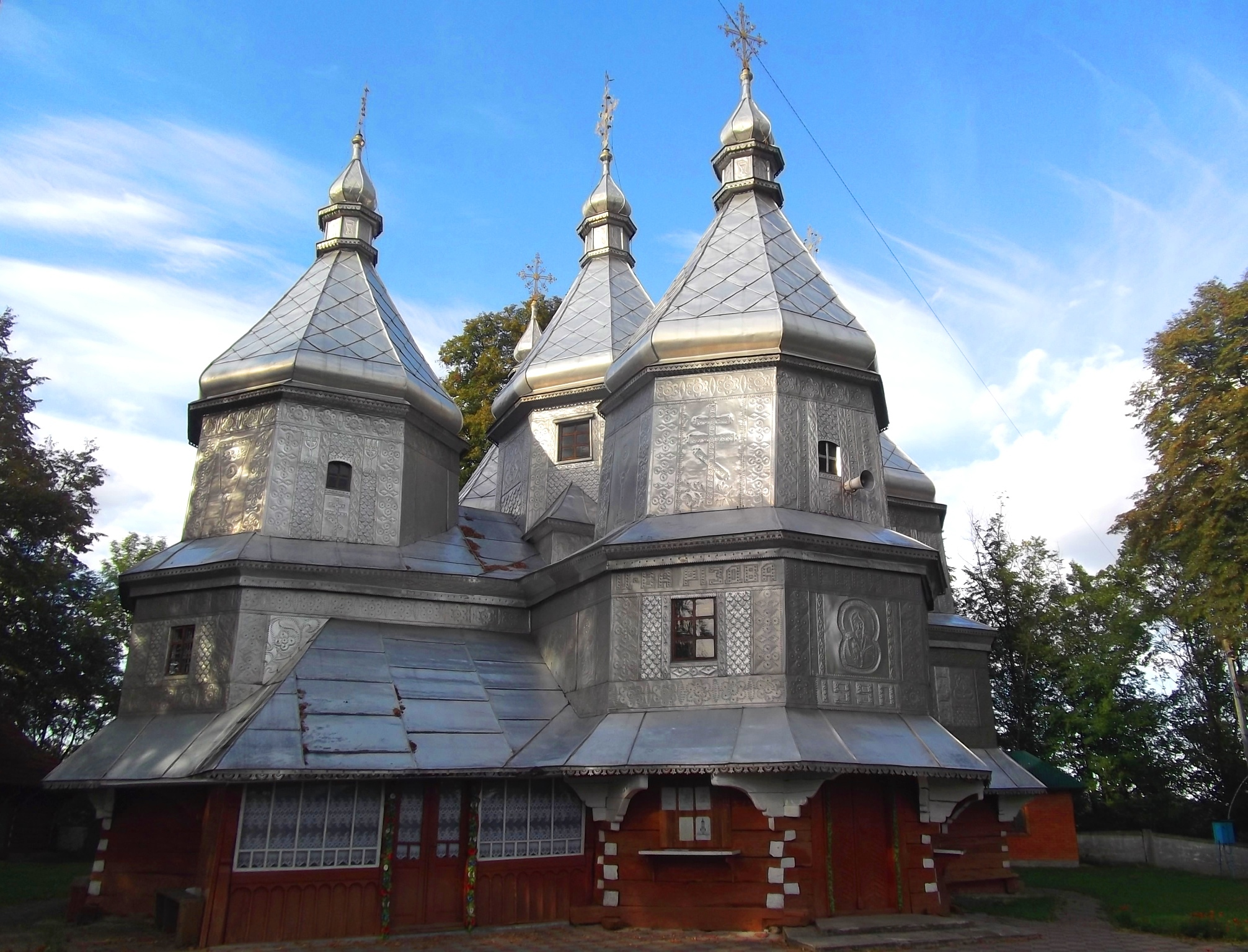
Gesamtansicht der Kirche (2013)

Die Mariä-Geburt-Kirche (ukrainisch Церква Різдва Пресвятої Богородиці Zerkwa Risdwa Preswjatoji Bohorodyzi) ist eine Holzkirche in Nyschnij Werbisch (Нижній Вербіж; Rajon Kolomyja) in der Oblast Iwano-Frankiwsk in der Ukraine. Das Baudenkmal von nationaler Bedeutung gehört zum grenzübergreifenden UNESCO-Welterbe „Holzkirchen der Karpatenregion“ und ist dem Geburtsfest der Gottesmutter geweiht. Sie wird von der orthodoxen Kirche der Ukraine (УПЦ) genutzt.

## Lage

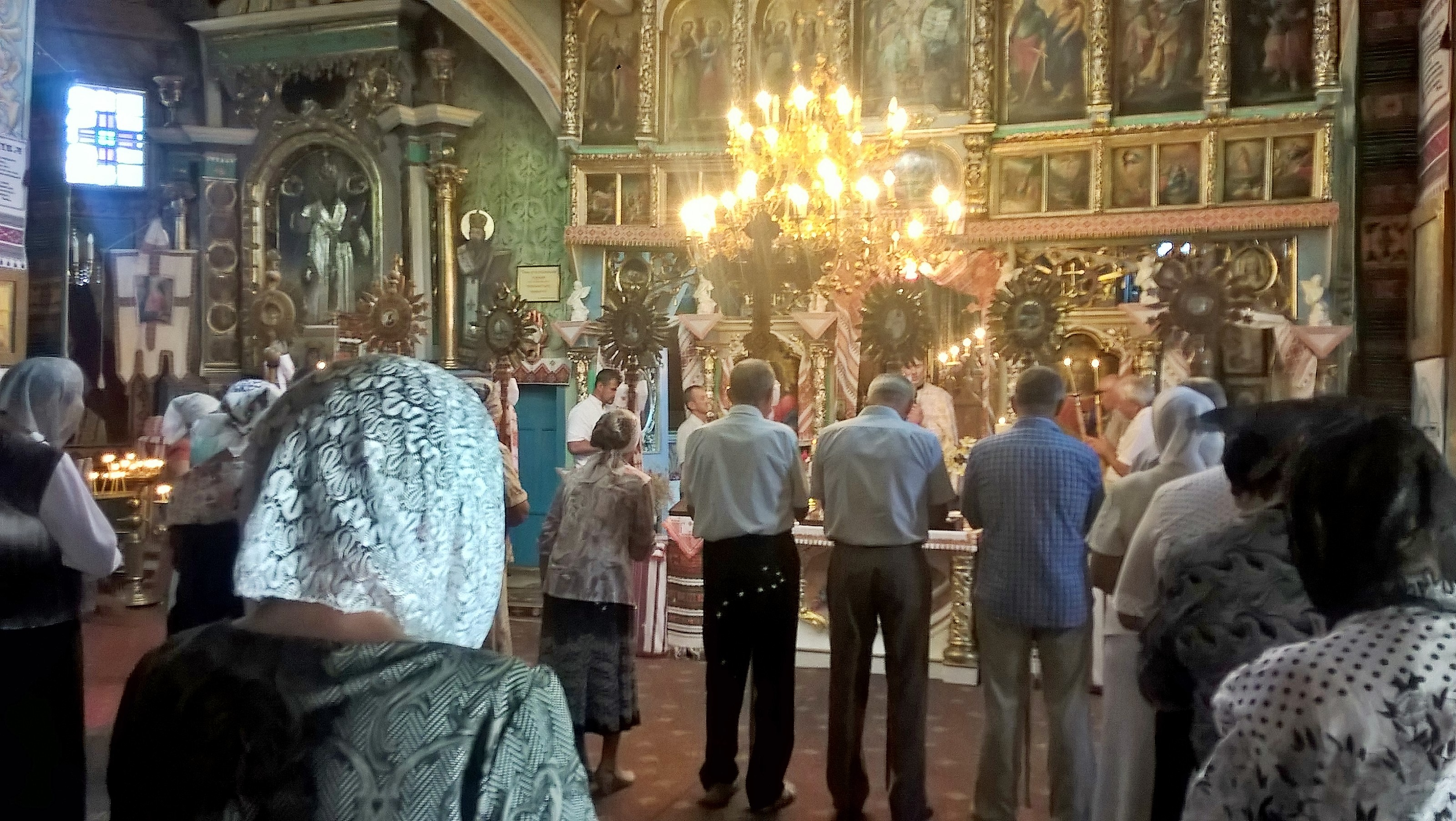
Ikonostase und Seitenaltar

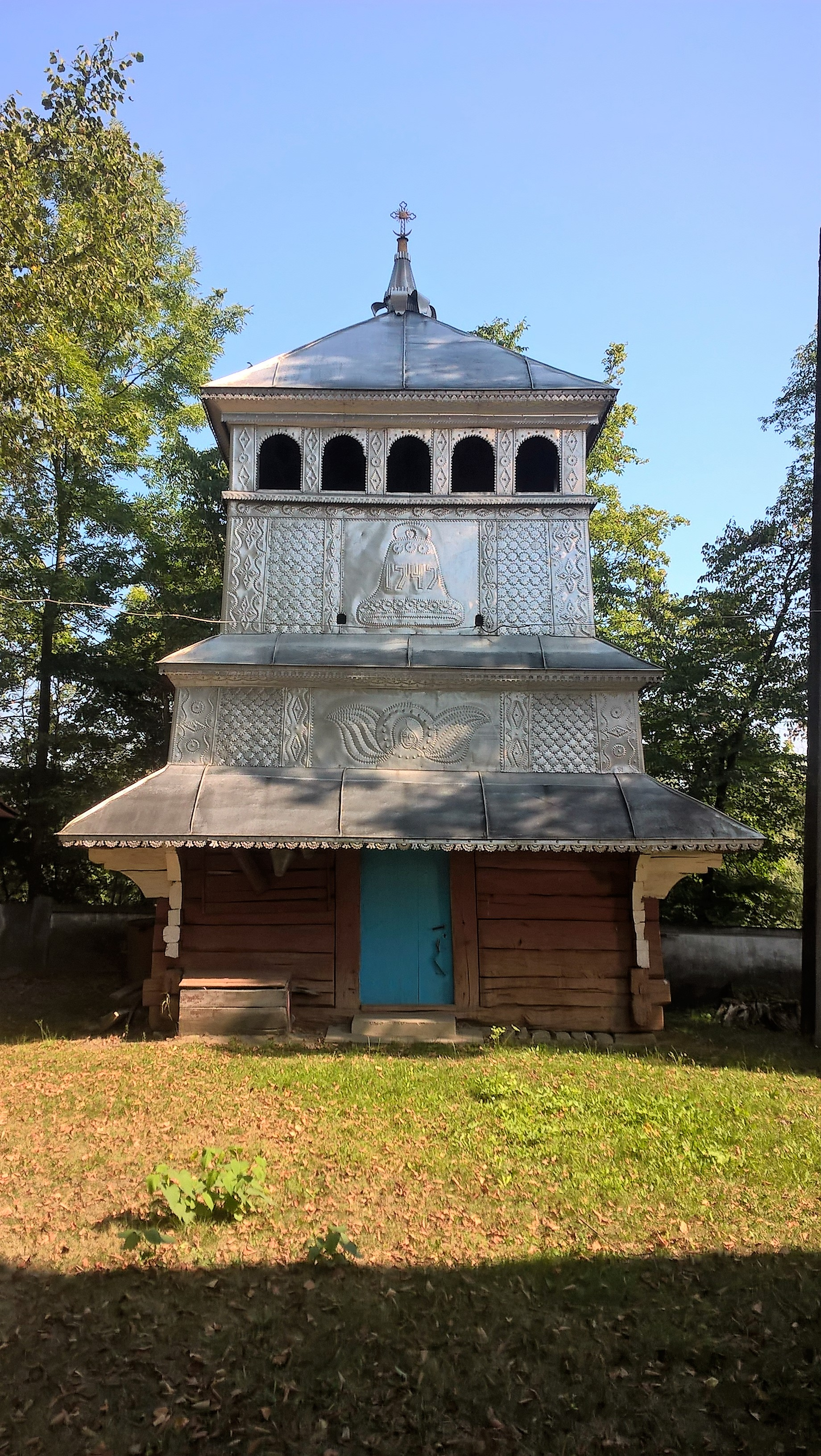
Glockenturm (2017)

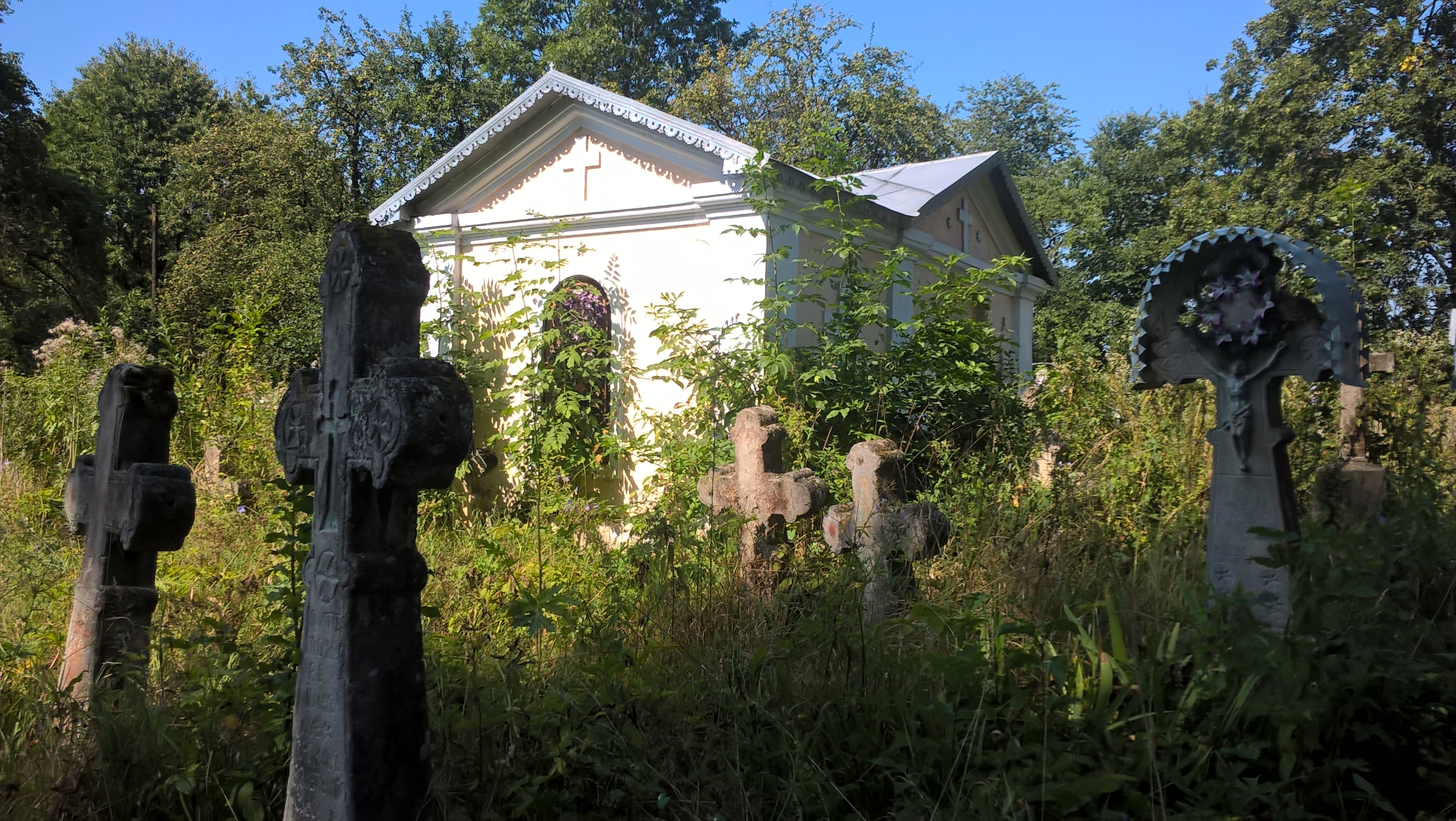
Alter Friedhof (2017)

Die Kirche liegt in der Nähe des Flusses im Südosten des Dorfs, etwa 60 Kilometer südöstlich von Iwano-Frankiwsk entfernt. Sie ist geostet.

## Geschichte
Nach der Überlieferung ist Hryhorij Semenjuk Melnyk der Gründer der Kirche. Der Wohltäter und Provisor liegt neben der Kirche begraben. Nach dem Epitaph auf seinem Grab sei er 1822 im Alter von 114 Jahre gestorben. Als Jahr des Baubeginns der Kirche gilt 1756, des Weiteren wird 1788 genannt und der 3. Mai 1808 für die Vollendung. Nur größere und wohlhabendere Dörfer konnten sich den Bau einer aufwändig konstruierten Kirche mit fünf Kuppeln und bedeutenden Dimensionen leisten.
Die Kirche zählt zu den bedeutendsten Baudenkmalen des Landes und wurde 2010 mit sieben weiteren Holzkirchen in der Ukraine in die Tentativliste des Weltkulturerbes aufgenommen. Die Einschreibung erfolgte am 21. Juni 2013 gemeinsam mit acht weiteren Objekten der Ostkirchen in Polen.

## Beschreibung
Die Kirche gehört laut dem Welterbe-Eintrag zum huzulischen Typus der Holzkirchen, wie die ebenfalls zum Welterbe gehörende Auferstehungskirche in Jassinja. Kirchen mit fünf Kuppeln sind jedoch dort sehr selten. Nadija Babij verneint den huzulischen Typus des Bauwerks und weist auf ähnliche Sakralbauten in Podolien hin, wie die 1768 erbaute Kirche Mariä Himmelfahrt in Jaryschiw.
Das barocke Bauwerk hat einen kreuzförmigen Grundriss. Es ist 19,62 Meter lang und 16,43 Meter breit. Die vier Kuppeln auf den Armen des Kreuzes sind 11,50 Meter hoch und werden vom höheren zentralen Turm überragt. Die Kirche ist dreistöckig, die Türme und Kuppeln sind achteckig angelegt. In den 1990er Jahren wurden drei Viertel der Kirche mit verziertem Zinkblech verkleidet. Das Dach hat eine breite Traufe. Bedingt durch das Gelände liegt der Haupteingang an der Südseite. Die Sakristei wurde ebenfalls an die Kirche angebaut.
Der Blockbau und die Türme haben eine merkliche Neigung der Wände zur Mitte hin, um die Höhe der Kuppeln im Inneren illusorisch zu erhöhen. Die „Verengung aller Volumen nach oben“ verleiht dem Gebäude „Eleganz“. Die fünfstufige vergoldete Ikonostase ist mit Bildern von „hoher künstlerischer Qualität“ ausgestattet. Flankiert wird sie von Holzaltären mit korinthischen Säulen. Das Innere der Kirche ist polychrom mit Ölfarben gestaltet, der Maler stammte aus Podolien.
Der freistehende dreistöckige Glockenturm in Blockbauweise erhebt sich über einem viereckigen Grundriss. Die gedrungene Form des Glockenturms ist charakteristisch für das Gebiet der Huzulen und die Grenzzone des 18. Jahrhunderts. Auch er ist umfassend mit Zinkblech verkleidet. Zur Kirche gehört ein alter Friedhof.